# Sohan
Il sohan è un dolce tipico iraniano fatto con zafferano, grano germogliato, farina, tuorlo d'uovo, acqua di rose, zucchero, cardamomo, burro o olio vegetale, mandorle e pinoli.
Nella città di Qom è molto popolare la versione del sohan asali, fatta con mandorle oppure pistacchi. I sohan vengono consumati a colazione  con il caffè, con il tè del pomeriggio oppure dopo un pasto.
In Pakistan è noto come halva sohan.